# Едісон Аскона
Едісон Аскона (ісп. Edison Azcona, нар. 21 листопада 2003, Ла-Романа) — домініканський футболіст, півзахисник американського «Інтера» (Маямі) і національної збірної Домініканської Республіки. На правах оренди грає за «Лас-Вегас Лайтс».

## Клубна кар'єра
Народився 21 листопада 2003 року в місті Ла-Романа. Вихованець юнацьких команд американських футбольних клубів «Орландо Сіті» та «Інтер» (Маямі).
У дорослому футболі дебютував 2020 року виступами за другу команду «Інтера» (Маямі), «Форт-Лодердейл». А наступного 2021 року провів свої перші матчі за головну команду «Інтера». 
Згодом протягом 2022 року грав на правах оренди за «Ель-Пасо Локомотів», а 2024 року був орендований клубом «Лас-Вегас Лайтс».

## Виступи за збірні
З 2021 року залучається до складу молодіжної збірної Домініканської Республіки. На молодіжному рівні зіграв у 12 офіційних матчах, забив 5 голів.
Того ж 2021 року дебютував в офіційних матчах у складі національної збірної Домініканської Республіки.
2024 року включений до заявки олімпійської збірної Домініканської Республіки для участі у футбольному турнірі на тогорічних Олімпійських іграх у Парижі.
| Дата       | Місто                              | Господарі                | Результат | Гості                         | Турнір                                   | Голи | Примітки |
| ---------- | ---------------------------------- | ------------------------ | --------- | ----------------------------- | ---------------------------------------- | ---- | -------- |
| 19-1-2021  | Санто-Домінго                      | Домініканська Республіка | 0 – 1     | Пуерто-Рико                   | товариський матч                         | -    | 17'      |
| 25-1-2021  | Санто-Домінго                      | Домініканська Республіка | 0 – 0     | Сербія                        | товариський матч                         | -    | 78'      |
| 16-11-2022 | Сантьяго-де-лос-Трейнта-Кабальєрос | Домініканська Республіка | 2 – 4     | Куба                          | товариський матч                         | -    | 77'      |
| 16-6-2023  | Вінья-дель-Мар                     | Чилі                     | 5 – 0     | Домініканська Республіка      | товариський матч                         | -    |          |
| 8-9-2023   | Санто-Домінго                      | Домініканська Республіка | 0 – 2     | Нікарагуа                     | Ліга націй КОНКАКАФ 2023-2024 - 1-й етап | -    | 64' 68'  |
| 11-9-2023  | Санто-Домінго                      | Домініканська Республіка | 3 – 0     | Монтсеррат                    | Ліга націй КОНКАКАФ 2023-2024 - 1-й етап | -    | 61'      |
| 13-10-2023 | Вотерфорд                          | Барбадос                 | 0 – 5     | Домініканська Республіка      | Ліга націй КОНКАКАФ 2023-2024 - 1-й етап | -    | 46'      |
| 6-6-2024   | Кінгстон (Ямайка)                  | Ямайка                   | 1 – 0     | Домініканська Республіка      | Відбір до ЧС 2026                        | -    | 46'      |
| 12-6-2024  | Санто-Домінго                      | Домініканська Республіка | 4 – 0     | Британські Віргінські Острови | Відбір до ЧС 2026                        | -    | 84'      |
| Усього     |                                    | Матчів                   | 9         |                               | Голів                                    | 0    |          |